# Giannīs Līmniatīs
Giannīs Līmniatīs (in greco: Γιάννης Λημνιάτης, in inglese: John Limniatis; Atene, 24 giugno 1967) è un allenatore di calcio ed ex calciatore greco naturalizzato canadese, di ruolo centrocampista.